# Roberta Williams
Roberta Heuer Williams (La Verne, Estados Unidos, 16 de febrero de 1953) es una diseñadora de videojuegos y escritora estadounidense. Es cofundadora de Sierra On-Line, más tarde conocida como Sierra Entertainment, junto a Ken Williams. Es conocida principalmente por su trabajo pionero en las aventuras gráficas, donde algunos de los títulos más destacados son Mystery House, la saga King's Quest y Phantasmagoria. Es considerada una de las figuras fundamentales en la historia de los videojuegos.

## Carrera

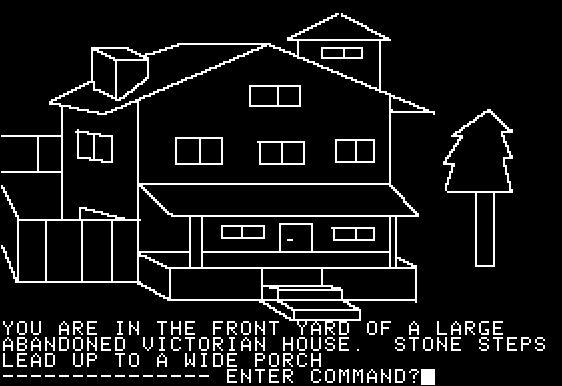
Captura de pantalla del juego Mistery House para Apple II.

En 1979 luego de jugar algunas aventuras de texto para computadoras, se inspiró y guardó en un documento ideas sobre cómo sería una aventura que combine texto y gráficos de forma interactiva.
En 1980 Ken Williams, su esposo, creó un motor gráfico para la computadora Apple II, a partir del cual juntos crearon la primera aventura gráfica de la historia: Mystery House, la cual fue un éxito instantáneo. La primera aventura que Roberta diseñó después de Mystery House fue Wizard and the Princess (1980), el primer juego de aventuras con gráficos en color, convirtiéndose en el juego número uno para el Apple II.
Roberta  y Ken fundaron la empresa On-Line Systems (1980), que luego se convirtió en Sierra On-Line (1982), y con ella fueron una de las fuerzas dominantes en la industria de los videojuegos.
En los años 1980 y 1990 Roberta y su esposo Ken Williams, fueron figuras importantes en el desarrollo de aventuras gráficas, así como de aventuras conversacionales en sus primeros años. 
Su siguiente creación fue King's Quest en 1984, siendo el primer videojuego en 3D.
Desde su retiro en 1996, ella fue acreditada en más de 30 videojuegos para computadoras, en los cuales en la mayoría ella fue quien los escribió y diseño, incluyendo Kings Quest y Phantasmagoria.
Tras publicar su último videojuego en 1998 y abandonar Sierra en 1999, actualmente lleva una vida privada en México en compañía de su esposo y sus dos hijos, y aunque en un principio no descartaba volver a la industria de los videojuegos si encontrara un proyecto lo suficientemente atractivo, desde entonces está retirada por completo de los videojuegos, salvo por un breve paréntesis en 2011 en el que trabajó como consultora creativa de Odd Manor, un videojuego para la red social Facebook desarrollado por uno de sus hijos. Tras este breve paréntesis, en la actualidad se dedica a viajar y a escribir.

## Obras
Se incluyen las obras únicamente en los años originales de lanzamiento de la primera versión. Algunas de estas obras conocieron uno o varios remakes en años posteriores.
- Mystery House (1980)
- Wizard and the Princess (1980)
- Mission Asteroid (1981)
- Time Zone (1982)
- The Dark Crystal (1983)
- King's Quest I: Quest for the Crown (1984)
- Mickey's Space Adventure (1984)
- King's Quest II: Romancing the Throne (1985)
- King's Quest III: To Heir Is Human (1986)
- Mixed-Up Mother Goose (1987)
- King's Quest IV: The Perils of Rosella (1988)
- Laura Bow: The Colonel's Bequest (1989)
- King's Quest V: Absence Makes the Heart Go Yonder! (1990)
- Laura Bow in The Dagger of Amon Ra (1992)
- King's Quest VI: Heir Today, Gone Tomorrow (1993)
- King's Quest VII: The Princeless Bride (1994)
- Phantasmagoria (1995)
- King's Quest: Mask of Eternity (1998)